# Sergei Ivanovich Adian
Sergei Ivanovich Adian (Gəncə, 1 januari 1931 – Moskou, 5 mei 2020) was een Russische wiskundige. 
Hij was geboren in het voormalige Jelisavetpol en had ouders van Armeense afkomst. Hij werd hoogleraar aan de prestigieuze Staatsuniversiteit van Moskou en werkte daar sinds 1965. Hij is bekend om zijn werk in de groepentheorie, met name waar het gaat om het probleem van Burnside.